# フランチェスコ・アントニオ・ウッティーニ
フランチェスコ・アントニオ・バルダッサーレ・ウッティーニ（Francesco Antonio Baldassare Uttini, 1723年 ボローニャ - 1795年10月25日 ストックホルム）は、スウェーデンで活躍したイタリアの作曲家、指揮者。イタリア語とスウェーデン語のオペラと5つの交響曲で現在にその名を残している。スウェーデン初のグランド・オペラ『Thetis och Pelée』もウッティーニの作曲で、1772年にスウェーデン王グスタフ3世の委嘱で作られ、翌1773年の初演は大成功だった。

## 代表作
- Alessandro nelle Indie（オペラ・セリア、1743年、ジェノヴァ）
- Astianatte（ドランマ・セリア、1748年、チェゼーナ）
- Demofoonte（オペラ・セリア、1750年、フェラーラ）
- Siroe（オペラ・セリア、1752年、ハンブルク）
- L'olimpiade（オペラ・セリア、1753年、コペンハーゲン）
- Zenobia（オペラ・セリア、1754年、コペンハーゲン）
- La Galatea（オペラ・セリア、1755年、ドロットニングホルム）
- L'isola disabitata（ドランマ・ペル・ムジカ、1755年、ドロットニングホルム）
- Il rè pastore（ドランマ・ペル・ムジカ、1755年、ドロットニングホルム）
- L'eroe cinese（オペラ・セリア、1757年、ドロットニングホルム）
- Adriano in Siria（オペラ・セリア、1757年、ドロットニングホルム）
- Cythère assiégée（オペラ・コミック、1762年、ストックホルム）
- Il sogno di Scipione（dramatic serenade、1764年、ストックホルム）
- Soliman II, ou Les trois sultanes（オペラ・コミック、1765年、ストックホルム）
- Le gui de chène（オペラ・コミック、1766年、ストックホルム）
- Psyché（叙情悲劇、1766年、ドロットニングホルム）
- L'aveugle de Palmyre（オペラ・コミック、1768年、ドロットニングホルム）
- Thetis och Pelée（グランド・オペラ、1773年、ストックホルム）
- Aeglé（オペラ＝バレ、1774年、ストックホルム）
- Birger Jarl och Mechtilde（ディヴェルティメント付きドラマ、1774年、ストックホルム）
- ゴルコンダの女王アリーネ（Aline, drottning uti Golconda）（オペラ、1776年、ストックホルム）